# Chapelle Notre-Dame de Beauvoir (Le Beausset)
La chapelle Notre-Dame de Beauvoir, ou Notre-Dame du Beausset-Vieux, est située sur la commune du Beausset, dans le département du Var.

## Histoire
Cette chapelle date de 1164, construite sur demande des évêques de Marseille. Elle sera église paroissiale du Beausset, jusqu'en 1506, date à laquelle les habitants du Beausset quittèrent le village perché, pour la plaine. Consacrée à Notre-Dame, elle fait l'objet de plusieurs pèlerinages annuels, depuis le XVIIe siècle, le lundi de Pâques, le lundi de Pentecôte, le dimanche le plus proche du 8 septembre (Nativité de la Vierge).
La chapelle est inscrite au titre des monuments historiques depuis le 20 février 1970.

## En savoir plus